# Expedition 28

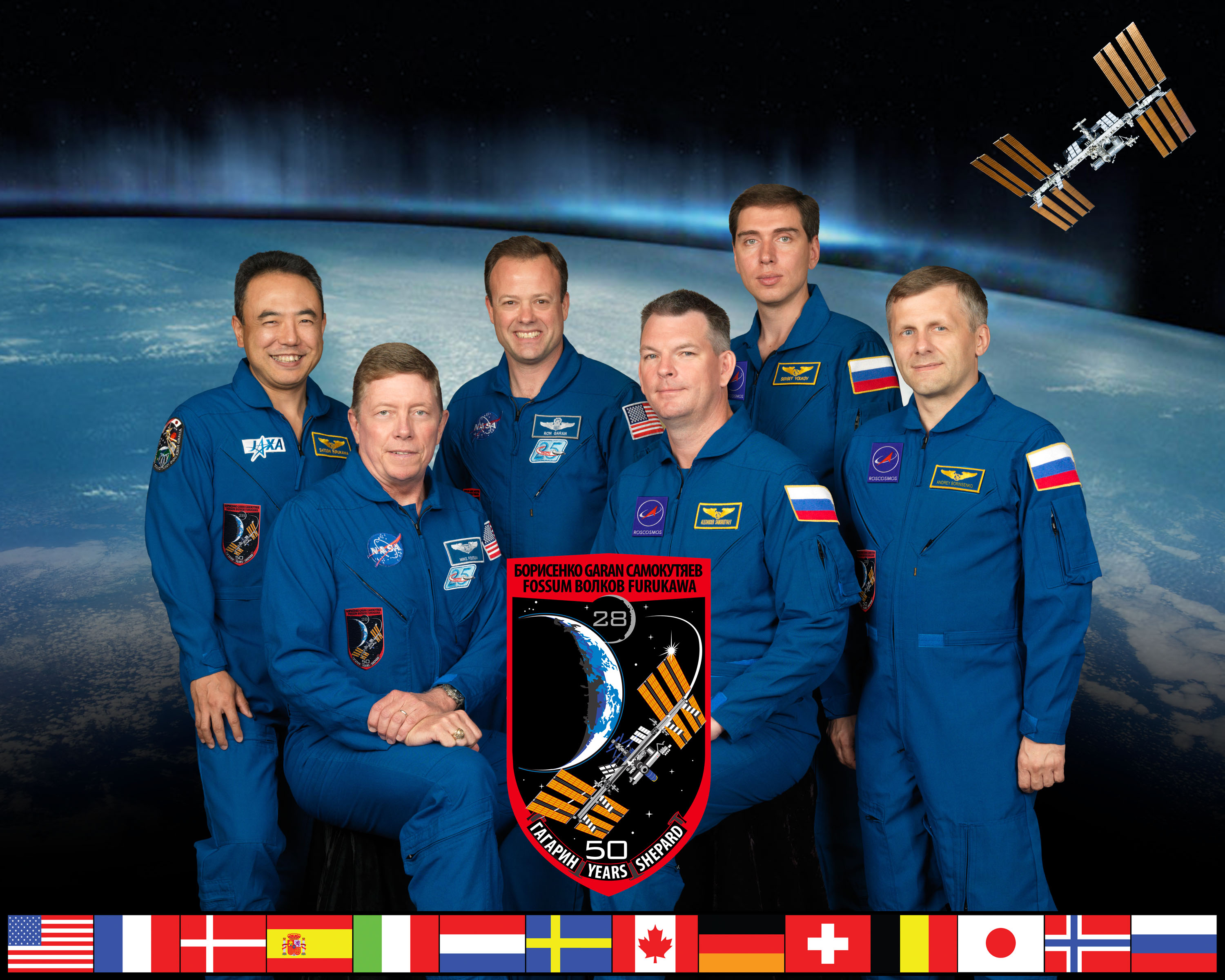
Expedition 28 besättning.

Expedition 28 var den 28:e expeditionen till Internationella rymdstationen (ISS). Expeditionen började den 23 maj 2011 då delar av Expedition 27s besättning återvände till jorden med Sojuz TMA-20.
Sergej Volkov, Michael E. Fossum och Satoshi Furukawa anlände till stationen med Sojuz TMA-02M den 9 juni 2011.
Expeditionen avslutades den 16 september 2011 då Andrej I. Borisenko, Aleksandr M. Samokutjajev och Ronald J. Garan återvände till jorden med Sojuz TMA-21.
När Expedition 28 startade var den amerikanska rymdfärjan Endeavour dockad med rymdstationen. Under flygningen STS-134 levererade rymdfärjan,  Alpha Magnetic Spectrometer experimentet till stationen.

## Besättning
| Position       | Första delen (23 maj - 9 juni 2011)                 | Andra delen (9 juni - 16 septembers 2011)           |
| -------------- | --------------------------------------------------- | --------------------------------------------------- |
| Befälhavare    | Andrej I. Borisenko, RSA Hans första rymdfärd       | Andrej I. Borisenko, RSA Hans första rymdfärd       |
| Flygingenjör 1 | Aleksandr M. Samokutjajev, RSA Hans första rymdfärd | Aleksandr M. Samokutjajev, RSA Hans första rymdfärd |
| Flygingenjör 2 | Ronald J. Garan, NASA Hans andra rymdfärd           | Ronald J. Garan, NASA Hans andra rymdfärd           |
| Flygingenjör 3 |                                                     | Sergej Volkov, RSA Hans andra rymdfärd              |
| Flygingenjör 4 |                                                     | Michael E. Fossum, NASA Hans tredje rymdfärd        |
| Flygingenjör 5 |                                                     | Satoshi Furukawa, JAXA Hans första rymdfärd         |